# Caducidade
Caducidade, em direito, é o estado a que chega todo o ato jurídico tornando-se ineficaz em consequência de evento surgido posteriormente. É o estado daquilo que se anulou ou que perdeu valia, tida, até então, antes que algo acontecesse.
Significa, também, a perda de um direito pelo seu titular devido a atos (renúncia, inércia), fatos, decurso de prazo (prescrição, decadência ou preclusão) ou decisão judicial. Tem o significado de algo que caiu em desuso ou foi tacitamente revogado. 
Exemplo: a lei caducou (foi revogada de modo indireto, tácito). 

## Etimologia
Deriva do latim cadere (cair, perecer) e que formou, também, caducar.

## No Direito Administrativo do Brasil
No Direito Administrativo Brasileiro, a palavra caducidade tem dois significados: o de extinção de contrato público por inadimplência do particular (acepção utilizada na Lei Federal n. 8.987/95 - Lei de Concessão de Serviços Públicos) e de extinção do ato administrativo por proibição posterior por nova lei da atividade antes permitida (acepção utilizada na Lei Federal n. 9.472/97).  
Na segunda acepção, de extinção do ato administrativo em razão de proibição da atividade antes permitida, os juristas utilizam os termos caducidade (Celso Antônio Bandeira de Mello) ou Decaimento (Antônio Carlos Cintra do Amaral, Fábio Mauro de Medeiros, Márcio Camarosano e Régis de Oliveira).
Embora a extinção do ato decorra de nova lei, este fenômeno não é automático, dependendo da apreciação de sua manutenção pelo fenômeno jurídico chamado direito adquirido. Especificamente sobre o tema em atos administrativos e a necessidade de abordá–lo em conjunto com o tema de direito adquirido, encontram-se as obras de Márcio Cammarosano e Fábio Mauro de Medeiros. Embora as situações de extinção do ato administrativo ou de prevalência do direito adquirido devam ser analisadas diante do caso concreto, a nova doutrina tenta esboçar situações necessárias de ocorrência de decaimento e situações de prevalência do Direito adquirido. Se tal fato é importante em um determinado ordenamento jurídico soberano, com maior razão aplica-se a situações com duplicidade de ordenamentos jurídicos, como ocorre na atualidade na Europa, em que se aplica o direito nacional e o direito comunitário .